# Alejandro
"Alejandro" je pjesma američke pjevačice Lady Gage. Objavljena je 20. travnja 2010. godine kao treći singl s njenog albuma The Fame Monster. Pjesmu su napisali Lady Gaga i Nadir Khayat, a producent je RedOne.

## Pozadina
Prvobitno je pjesma "Dance in the Dark" trebala biti objavljena kao treći singl s albuma, no Lady Gaga je htjela da se "Alejadro" objavi kao treći singl. Nakon razgovora između nje i njeje diskografske kuće, odlučeno je kako će treći singl biti "Alejandro". Pjesma je u SAD-u službeno puštena na radiju 20. travnja 2010. godine.

## Uspjeh na top ljestvicama
Dana, 17. travnja 2010. godine pjesma je u SAD-u debitirala na 72. poziciji ljestvice Billboard Hot 100, najviša pozicija na toj ljestvici bila je peta pozicija. Time je Lady Gaga postala druga izvođačica (prva je Monica) čiji su prvi singlovi dospjeli u najboljih deset američke ljestvice singlova. Prema Nielsen SoundScanu u SAD-u pjesma se prodala u 1,34 milijuna primjeraka. U Kanadi pjesma se plasirala na 4. poziciji.
5. travnja 2010. u Australiji pjesma se plasirala na 49. poziciji, sljedećeg tjedna se popela do 28. pozicije. Dokle se pjesma "Alejandro" plasirala do druge pozicije i time postala njen sedmi top 10 hit u toj državi. Singl je u Australiji dobio platinastu certifikaciju i prodan je u 70 000 primjeraka.

## Popis pjesama
| - Digitalni download 1. "Alejandro" – 4:34 - The Remixes EP 1. "Alejandro" (Afrojack Remix) – 4:48 2. "Alejandro" (Rusko's Papuseria Remix) – 3:53 3. "Alejandro" (Dave Audé Remix) – 7:15 4. "Alejandro" (Skrillex Remix) – 5:49 5. "Alejandro" (Kim Fai Remix) – 7:20 6. "Alejandro" (The Sound of Arrows Remix) – 3:57 7. "Alejandro" (Bimbo Jones Remix) – 6:40 8. "Alejandro" (Kleerup Remix) – 5:22 - Francuski CD singl 1. "Alejandro" (Radio Edit) – 3:58 2. "Alejandro" (Dave Audé Radio Remix) – 3:51 3. "Alejandro" (Bimbo Jones Radio Edit Remix) – 3:19 | - Britanski CD singl 1. "Alejandro" – 4:34 2. "Alejandro" (Dave Audé Remix) – 7:15 - Britanski vinilni singl 1. "Alejandro" – 4:34 2. "Alejandro" (Bimbo Jones Remix) – 6:40 - Britanski iTunes Bundle 1. "Alejandro" – 4:34 2. "Alejandro" (spot) – 8:44 |

## Top ljestvice
| Top liste (2010.)         | Najviša pozicija |
| ------------------------- | ---------------- |
| Australija                | 2                |
| Austrija                  | 2                |
| Belgija (Flandrija)       | 4                |
| Belgija (Valonija)        | 3                |
| Brazil                    | 17               |
| Češka                     | 2                |
| Danska                    | 4                |
| Europa                    | 2                |
| Finska                    | 1                |
| Francuska                 | 3                |
| Hrvatska                  | 2                |
| Irska                     | 3                |
| Italija                   | 2                |
| Kanada                    | 4                |
| Mađarska                  | 5                |
| Nizozemska                | 4                |
| Norveška                  | 3                |
| Novi Zeland               | 11               |
| Njemačka                  | 2                |
| Rusija                    | 1                |
| SAD (Billboard Hot 100)   | 5                |
| SAD (Hot Dance Club Play) | 1                |
| Slovačka                  | 2                |
| Španjolska                | 6                |
| Švedska                   | 4                |
| Švicarska                 | 3                |
| Ujedinjeno Kraljevstvo    | 7                |

| Tjedan   | 15 | 16 | 17 | 18 | 19 | 20 | 21 | 22 |
| -------- | -- | -- | -- | -- | -- | -- | -- | -- |
| Pozicija | 34 | 7  | 2  | x  | 2  | 4  | 7  | 5  |

| Država      | Certifikacija | Prodaja |
| ----------- | ------------- | ------- |
| Australija  | platinasta    | 30.000  |
| Danska      | zlatna        | 15.000  |
| Italija     | platinasta    | 15.000  |
| Novi Zeland | zlatna        | 7.500   |
| Španjolska  | zlatna        | 20.000  |

## Povijest objavljivanja
| Država                 | Datum             | Format                              |
| ---------------------- | ----------------- | ----------------------------------- |
| SAD                    | 20. travnja 2010. | Mainstream radio                    |
| Belgija                | 18. svibnja 2010. | The Remixes EP – digitalni download |
| Denska                 | 18. svibnja 2010. | The Remixes EP – digitalni download |
| Francuska              | 18. svibnja 2010. | The Remixes EP – digitalni download |
| Kanada                 | 18. svibnja 2010. | The Remixes EP – digitalni download |
| Nizozemska             | 18. svibnja 2010. | The Remixes EP – digitalni download |
| Norveška               | 18. svibnja 2010. | The Remixes EP – digitalni download |
| Portugal               | 18. svibnja 2010. | The Remixes EP – digitalni download |
| Švedska                | 18. svibnja 2010. | The Remixes EP – digitalni download |
| Švicarska              | 18. svibnja 2010. | The Remixes EP – digitalni download |
| SAD                    | 18. svibnja 2010. | Maksi singl, EP, digitalni download |
| Švedska                | 24. svibnja 2010. | Digitalni download                  |
| Belgija                | 24. svibnja 2010. | Digitalni download                  |
| SAD                    | 15. lipnja 2010.  | The Remixes EP – CD singl           |
| Njemačka               | 15. lipnja 2010.  | The Remixes EP – CD singl           |
| Ujedinjeno Kraljevstvo | 28. lipnja 2010.  | CD singl, 7" vinilni singl          |
| Njemačka               | 2. srpnja 2010.   | CD singl                            |